# سیدنی هیندز
سیدنی هیندز (به انگلیسی: Sidney Hinds; ۱۴ مهٔ ۱۹۰۰ – ۱۷ فوریهٔ ۱۹۹۱) تیرانداز و ژنرال ارتش اهل ایالات متحده آمریکا بود.
او همچنین برندهٔ جوایزی همچون نشان خدمات برجسته و نشان ستاره برنزی نیز شده است.